# شو شو
شو شو (بالصينية: 徐訏) (11 نوفمبر 1908، تشيجيانغ في الصين - 5 أكتوبر 1980)؛ روائي صيني.

## روابط خارجية
- شو شو على موقع IMDb (الإنجليزية)